# Cyprian Jaisge
Cyprian Jaisge (Polkowice, Szilézia, 1724. július 28. – Vöröskolostor, 1775. április 16.) magyar seborvos, az első sikeres vitorlázó repülő. Eredeti neve Jaisge Ferenc Ignác.

## Életpályája
A késmárki Vöröskolostor kamalduli szerzetesei (a bencések remeteága) nevelték mint teljesen árva gyermeket. Lőcsei sebésznél tanult, majd külföldi tanulmányútjai után visszatért a klastromba. Az eredetileg a lengyel Sziléziából származó fiatal barát sokoldalúságával hamarosan az itteni szerzetesi közösség leghasznosabb tagjává vált. Ő volt a barátok seborvosa, borbélya, patikusa, kertésze és főszakácsa. 
Az egyházi irattárban megőrzött dokumentumok arról tudósítanak, hogy minden egyéb jószolgálati elfoglaltsága mellett, az örökösen fúró-faragó szerzetes 1768-ban egy olyan szárnyas szerkezetet épített, amellyel sikeres siklórepülést hajtott végre. A vitorlázó repülőgépek ősének tekinthető gépezetével a környékbeli Korona-hegyről sikeres lesiklást végzett, átrepülte a Dunajec folyót és a kolostor udvarán landolt. Egyházi felettesei nem nézték jó szemmel szárnypróbálgatásait. A nyitrai püspök 1770-ben Ciprián fráter ördögszekerét Szepesbéla főterén elégettette. Más (helyi) legendák szerint a repülő szerzetes sikerét megirigyelte egy legény a szomszéd faluból, elkötötte a repülő szerkezetet és megpróbálta megismételni a repülést, de a gépet teljesen összetörte. A barátot istenkáromlásért perbe fogták. 1782-ben II. József feloszlatta a szerzetesrendet.

## Írásai
A maga nemében egyedülálló füveskönyvet és herbáriumot állított össze. A 272 préselt gyógynövényekből álló gyűjteményét mint a legrégebbi ilyen kollekciót a Tátrai Nemzeti Park tátralomnici múzeumában őrzik.

## Hatása
- A repülő Ciprián legendája (2010) – szlovák kalandfilm[2]